# 나에게 오라
"나에게 오라"는 1996년에 개봉한 대한민국의 범죄 액션 영화이다.

## 캐스팅
- 박상민 : 춘근 역
- 김정현 : 윤호 역
- 최민수 : 정석 역
- 윤수진 : 옥희 역
- 지종은 : 연희 역
- 민응식 : 갑수 역
- 한성식 : 뱀눈 역
- 방길승 : 기태 역
- 김기범 : 영만 역
- 전원주 : 술집 주인 역
- 이광수 : 친구들 역
- 이성호 : 친구들 역
- 이석구 : 황씨 역
- 최동준 : 학생 3 역
- 이정학 : 약장수 역

## 수상
- 1996년 제34회 대종상
  - 각색상 - 이경식